# Катар-Юртовское сельское поселение
Катар-Юртовское се́льское поселе́ние — муниципальное образование в Ачхой-Мартановском районе Чечни Российской Федерации.
Административный центр — село Катыр-Юрт.

## История
Статус и границы сельского поселения установлены Законом Чеченской Республики от 14 июля 2008 года № 40-РЗ «Об образовании муниципального образования Ачхой-Мартановский район и муниципальных образований, входящих в его состав, установлении их границ и наделении их соответствующим статусом муниципального района и сельского поселения».

## Население
| 2010    | 2012    | 2013    | 2014    | 2015    | 2016    | 2017    |
| ------- | ------- | ------- | ------- | ------- | ------- | ------- |
| 12 806  | ↗13 121 | ↗13 342 | ↗13 558 | ↗13 788 | ↗14 005 | ↗14 157 |
| 2018    | 2019    | 2020    | 2021    | 2023    | 2024    |         |
| ↗14 324 | ↗14 556 | ↗14 720 | ↗15 199 | ↗15 402 | ↗15 541 |         |

## Состав сельского поселения
| № | Населённый пункт | Тип населённого пункта | Население |
| - | ---------------- | ---------------------- | --------- |
| 1 | Катыр-Юрт        | село                   | ↗15 541   |